# Dołenci (gmina Demir Hisar)
Dołenci (mac. Доленци) – wieś w Macedonii Północnej położona w gminie Demir Hisar. Według danych z 2002 roku, wieś zamieszkiwało 97 osób (46 mężczyzn i 51 kobiet), co stanowiło 1,02% ludności całej gminy.